# Sibuyé
Sibuyé, también llamado Sibawayh o Sibawayhi, (Beyza, ca. 760 - Shiraz, ca. 796) fue un influyente lingüista persa, fundador de la tradición gramatical árabe a través de su libro al-Kitab («el Libro»).

## Etimología
Síb en persa significa manzana y en dialecto de fars Sibuyé= Síb + buyé significa aroma de manzana.

## Biografía
Nacido en el año 148 H. 765 d. C.en la ciudad Beyza de la provincia persa de Fars, a la edad de 14 años fue enviado a estudiar derecho islámico y tradiciones (frases) atribuidas al profeta Muhammad  a Basora. Paradójicamente, fue su ineptitud en materia de lengua árabe lo que lo redirigió hacia los estudios lingüísticos. Fue discípulo en particular del filólogo Jalil ibn Ahmad Faráhídí (de quien se discute el grado de influencia en la obra de Sibuyé) y pronto destacó en estos estudios hasta el punto de convertirse en el autor del primer tratado consistente sobre la gramática de esta lengua, el Kitab («el Libro»), referencia fundamental para toda la gramática árabe posterior. 
Se conoce de su vida un segundo incidente humillante producido en un debate organizado por el visir barmakí Yahya ibn Jalid entre Sibuyé y al-Kisa’í, figura principal de la escuela rival de Kufa que se impuso como vencedor rotundo sobornando a varios beduinos para apoyar su posición. La derrota deprimió a Sibuyé hasta el punto de abandonar la ciudad y regresar a su patria, donde murió en Shiraz hacia el año 180 H. 796 d. C.

## Legado: elKitab
La investigación orientalista no ha sido capaz de aportar documentos que prueben la tesis de una inspiración griega o india para la obra de Sibuyé, que se apoyó en la enseñanza de sus maestros Ibn Ahmad, Yunus ibn Habib e ˁIsa ibn Umar, así como en el debate con el grupo de los llamados nahwiyun, cuya labor es desdeñada por Sibuyé aunque su nombre ha dado posteriormente lugar al de la gramática o sintaxis en árabe: nahw (نحو). Carter señala la similitud del método analógico de Sibuyé con los empleados por los jurisperitos musulmanes.
El Kitab plantea el discurso (kalam, کلام) como objeto de estudio, a través de tres tipos del mismo: texto coránico, poesía y registros lingüísticos de «los Árabes» (beduinos de la península arábiga). La perspectiva no religiosa de Sibuyé se pone de relieve en la ausencia de atención especial al texto coránico (ni menciona la doctrina del hidjáz), en cómo evita embrollarse con cuestiones doctrinales al afrontar lecturas divergentes, en la ausencia de mención del nombre de Mahoma, en la escasez de hadices presentados y en cómo estos son presentados como discurso ordinario («dicen», قولهم). Tampoco atribuye prioridad a la poesía (cuyos autores no cita) sobre las muestras de lenguaje beduina, de las que parte proceden de su propio trabajo de campo. Al revés, ensalza el valor del habla natural beduino frente a la artificialidad de las construcciones de los nahwiyun, aunque no lleva su enfoque generalmente descriptivo al punto de no tachar de «incorrectas» algunas expresiones recogidas. 
Sibuyé desarrolla una perspectiva eminentemente pragmática heredada de su maestro Ibn Ahmad, y concibe el discurso en el Kitab como actos lingüísticos enjuiciables en términos de motivación, estructura y eficacia de comunicación, no como proposiciones lógicas falsables en función de su semántica interna. 
La clasificación tripartita de las palabras del árabe en ism («nombre»), fiˁl («verbo» o «acción») y harf  ŷāˀa li-maˁnā, ya presente en el Kitab de Sibuyé, se mantendrá a lo largo de la tradición gramatical árabe, al igual que gran número de otras categorías empleadas por el lingüista persa.
La mayor y más distinguida contribución de Sibuyé, sin duda alguna, es hacer del árabe, una lengua semita y consonántica, mediante signos gráficos que se añaden a las consonants con forma de subíndice o superíndic, una lengua que ya desde entonces disfruta de las pronunciaciones vocálicas transcritas. fathah-nasb/a/ ; kasreh-jarr /i/ ; zammeh- rafˋ/u/ y vaghf-jazm zero
Las novecientas páginas del Kitab presentan una sólida coherencia interna que contrasta con la ausencia de formalidades literarias como títulos, prefacios o conclusiones, ausencia que puede atribuirse a la inexistencia de modelos previos, ya que Sibuyé no sigue ni las convenciones del género epistolar, ya desarrollado, ni menos aún las de las traducciones existentes del griego y el siriaco. De hecho, el Kitab es uno de los primeros libros árabes, lo que puede justificar su denominación genérica («el Libro»). 
Sibuyé murió sin haber dado forma publicable a su obra, cuya subsistencia y edición debemos a su discípulo bareiní Ajfash al-Akbar. Durante los años inmediatamente posteriores a la muerte de Sibuyé, el Kitab no salió a la luz, y sólo empezó a adquirir prestigio a raíz de su uso por el gramático al-Mubarrad (m. 898 d. C.). Su consagración se produjo al presentarlo en la corte califal el polímata árabe al-Yahiz. Con el tiempo, el Kitab llegó a ser conocido como «el Corán de la Sintaxis» (قرآن النحو).